# Marine Elektronisch en Optisch Bedrijf
Het Marine Elektronisch en Optisch Bedrijf (MEOB) was een onder het Ministerie van Defensie (Koninklijke Marine) ressorterend bedrijf, en ontstaan uit een fusie van VRZLI (Verificatie van Rijkszee- en Luchtvaartinstrumenten) (ook wel VERI genoemd)  en het toenmalige MEB (Marine Elektronisch Bedrijf). Het bedrijf is rond 1998 gesplitst: de vestiging in Den Helder fuseerde met de Bewapeningswerkplaatsen (BW) tot het SEWACO-bedrijf. De vestiging in Oegstgeest bleef eerst zelfstandig bestaan, maar is uiteindelijk in 2002 in een fusie tussen het SEWACO-bedrijf, Rijkswerf (bedrijf) meegenomen in de samenvoeging, tot het Marinebedrijf.

## Vestigingen
Het MEOB had drie, later twee vestigingen: de hoofdvestiging in Oegstgeest en een dochtervestiging in Den Helder, met aanduidingen MEOB/O en MEOB/H. De derde vestiging in Wassenaar (VERI) begin jaren negentig gesloten en de werkzaamheden overgebracht naar Oegstgeest. 

## Werkzaamheden
De werkzaamheden waren op het gebied van de elektronica en optiek, in de installaties van de schepen en vliegtuigen en walinstallaties van de Koninklijke Marine. In Oegstgeest werd vooral revisie, modificaties en onderhoud van elektronische apparatuur en de behuizing daarvan uitgevoerd en de voorbereidende fase (ontwerp) voor de schepen en uitvoerende fase voor de vliegtuigen gedaan en in Den Helder meer de uitvoerende fase voor alleen de schepen (werkzaamheden aan boord, tijdens nieuwbouw, en in exploitatie). De techniekgebieden omvatten avionica, communicatie, navigatie, sonar, radar, optronica commandosystemen. Hierbij varieerde het van specificeren van eisen, tot reparatie van complexe installatiedelen, of uitbesteden hiervan aan de industrie. 
Zowel in Den Helder als in Oegstgeest waren de groepen Buitendienst verantwoordelijk voor werkzaamheden aan boord van schepen, vliegtuigen en walinstallaties, zoals het verwijderen of plaatsen van elektronische en optische apparatuur, het ter plaatse onderhoud geven, het testen en afregelen van de apparatuur.

## Personeel
In Oegstgeest werkten circa 600 personen en in Den Helder circa 340 personen, vrijwel allemaal burgerambtenaar.